# Daniela Piedade
Daniela de Oliveira Piedade, född 2 mars 1979 i São Paulo, är en tidigare brasiliansk handbollsspelare. Hon blev världsmästare 2013 med Brasiliens damlandslag i handboll. I huvudsak spelade hon som mittsexa men i början också som vänstersexa både i Hypo och i Brasiliens landslag. 

## Klubblagskarriär
Daniela Piedade började spela handboll på en skola i Brasilien 1993.  År 2002 gick hon till den österrikiska klubben Hypo Niederösterreich. För Hypo spelade Piedade under de första sex månaderna endast i B-laget. Hon blev senare lagkapten i  Hypo. Klubben vann både det österrikiska mästerskapet och ÖHB-cupen under alla tio säsongerna hon spelade för klubben.
Från sommaren 2012 spelade hon i den slovenska klubben RK Krim. I september 2012 drabbades hon av en stroke strax före en träningsmatch.  Efter ett avbrott på flera månader kunde hon göra comeback i januari 2013.  Med Krim vann Piedade ligan och cupen i Slovenien både 2013 och 2014. Från säsongen 2014-2015 spelade hon för den ungerska Siófok KC.  Sommaren 2016 flyttade hon till Fehérvár KC.  2017 flyttade hon till den spanska klubben HC Puig d'en Valls. 2018 avslutade hon sin karriär.

## Landslagskarriär
Daniela Piedade deltog vid de 14:e panamerikanska spelen i Santo Domingo 2003, de 15:e panamerikanska spelen i Rio de Janeiro 2007, de 16:e panamerikanska spelen i Guadalajara 2011 och de 17:e panamerikanska spelen i Toronto 2015, där hon vann guldmedaljen alla fyra gångerna. Hon vann också 4 gånger panamerikanska mästerskapet med Brasilien.
Daniela Piedade spelade i sex VM-turneringar. Vid VM 2013 i Serbien vann hon VM-titeln. Hon vann fyra turneringar vid panamerikanska mästerskapen - senast 2015. Hon deltog också  vid fyra Olympiska sommarspel 2004 i Aten, 2008 i Peking, 2012 i London och slutligen 2016 i Rio. Sammanlagt spelade hon 191  landskamper och stod för 342 mål i landslaget.